# HD 108147 b
HD 108147 b (بالإنجليزية: HD 108147 b)‏ الذي يرمز له بالرمز HD 108147b، هو كوكب خارج المجموعة الشمسية، في كوكبة صليب الجنوب، يتبع HD 108147 ‏.

## الاكتشاف
اكتشف في 15 أبريل 2000.